# Quốc lộ 6
Quốc lộ 6 là con đường nối thủ đô Hà Nội với các tỉnh vùng Tây Bắc của Việt Nam.

## Lộ trình
Điểm đầu của Quốc lộ 6 là nút giao đường vành đai 3 (Hà Nội) – đường Nguyễn Trãi, quận Thanh Xuân (trước đây bắt đầu tại ngã năm đường Chu Văn An – Điện Biên Phủ – Tôn Thất Đàm – Chùa Một Cột thuộc phường Điện Biên, quận Ba Đình). Điểm cuối là nơi giao với quốc lộ 12 tại thị xã Mường Lay, tỉnh Điện Biên.
Tổng chiều dài toàn tuyến của đường là 466 km và đi qua thành phố Hà Nội và các tỉnh: Hòa Bình, Sơn La và Điện Biên.
- Từ Km 0+000 – Km 62+000: cầu Sông Nhuệ đến thành phố Hòa Bình dài 62 km.
- Từ Km 62+000 – Km 280+000: thành phố Hòa Bình đến thành phố Sơn La dài 218 km.
- Từ Km 280+000 – Km 366+000: thành phố Sơn La đến ngã ba Tuần Giáo dài 86 km.
- Từ Km 366+000 – Km 466+000: Tuần Giáo đến thị xã Mường Lay dài 100 km.
- Trên toàn tuyến có 10 đèo dốc lớn có chiều dài từ 4 đến 32 km. Đèo dài nhất là đèo Pha Đin từ Km 360+000 đến Km 392+000 dài 32 km, độ dốc 10%.
- Trên toàn tuyến có 48 cầu chính, dài nhất là cầu Mai Lĩnh dài 172,6m bắc qua sông Đáy và ngắn nhất là cầu Tân Mã bắc qua kênh Cò Nòi chỉ dài 4m.
- Đoạn từ đèo Pha Đin xuống đường Nguyễn Văn Linh mặt đường khá gồ ghề và có nhiều ổ gà gây cản trở cho phương tiện giao thông. Thế nhưng vào năm 2007 chính phủ đã nâng cấp đoạn này để dễ dàng trong việc lưu thông hơn.
- Từ năm 2001 đến năm 2004 có 254 km từ thành phố Hòa Bình đến thành phố Sơn La đã được Nhà nước nâng cấp và sửa chữa lớn để phục vụ cho Nhà máy Thủy điện Sơn La.
- Đoạn từ thành phố Sơn La đến ngã ba Tuần Giáo đã được nâng cấp xong, đèo Pha Đin đỡ cua gấp nhưng dốc dài hơn.

## Lịch sử
Tiền thân của quốc lộ 6 là một tuyến đường cổ có từ thời phong kiến, đoạn gần tỉnh thành Hà Nội được gọi một cách dân dã là Đường đi phủ Thanh Oai.
Thời Pháp thuộc, người Pháp đã tiến hành nối dài và cải tạo con đường này thành đường cấp thuộc địa, gọi là đường thuộc địa số 6 (Tiếng Pháp: Route coloniale № 6), nhằm phục vụ việc khai thác tài nguyên ở vùng Tây Bắc. Về mặt kỹ thuật, nó bắt đầu từ ngã tư Sở, ngoại thành Hà Nội.